# سیارک ۴۳۹۵
سیارک ۴۳۹۵ (به انگلیسی: 4395 Danbritt، نامگذاری:1981EH41) چهار هزار و سیصد و نود و پنجمین سیارک کشف شده‌است که در ۲ مارس ۱۹۸۱ کشف شد.
قدر مطلق سیارک برابر ۱۲٫۳۰ است.